# 庄子雄大
庄子 雄大（しょうじ ゆうだい、2002年10月2日 - ）は、神奈川県横浜市旭区出身のプロ野球選手（内野手）。右投左打。福岡ソフトバンクホークス所属。

## 経歴

### プロ入り前
横浜高等学校では2年春の第91回選抜高等学校野球大会に出場。明豊との初戦で先発出場するも無安打に終わり、チームも敗れた。同学年に津田啓史、度会隆輝、松本隆之介、木下幹也、1学年上に及川雅貴がいた。
高校卒業後は神奈川大学へ進学。1年秋から遊撃手に挑戦し、その後レギュラーに定着した。リーグ戦通算で116安打を記録した。
2024年10月24日に開催されたドラフト会議にて、福岡ソフトバンクホークスから2位指名を受けた。また、大学で二遊間を組んだ佐藤太陽も同ドラフトで埼玉西武ライオンズから育成2位指名を受けた。11月29日、契約金8000万円、年俸1200万円で入団に合意した（金額は推定）。背番号は25。担当スカウトは松本輝。

## 選手としての特徴
トップクラスの俊足、高いミート力とパンチ力を併せ持つ打撃、遊撃を中心に複数ポジションをこなすユーティリティー性と安定した守備が魅力の内野手。50m走のタイム5秒7、遠投100mを記録。

## 詳細情報

### 記録

#### 初記録
- 初出場：2025年5月5日、対埼玉西武ライオンズ7回戦（ベルーナドーム）、8回表に山川穂高の代走として出場[11]
- 初打席：2025年5月6日、対埼玉西武ライオンズ8回戦（ベルーナドーム）、9回表に田村伊知郎から空振り三振
- 初先発出場：2025年7月10日、対オリックス・バファローズ12回戦（京セラドーム大阪）、「9番・二塁手」として先発出場
- 初安打：同上、3回表に東晃平から中前安打
- 初盗塁：同上、3回表に二盗（投手：東晃平、捕手：福永奨）

### 背番号
- 25（2025年[7] - ）